# Holger Friedrich (Unternehmer)
Holger Friedrich (* 1966 in Ost-Berlin) ist ein deutscher Unternehmer und Verleger der Berliner Zeitung.

## Leben
Friedrich wuchs in einer Neubauwohnung im Heinrich-Heine-Viertel in Berlin-Mitte in der Nähe der Berliner Mauer auf. Seine Eltern trennten sich, als Friedrich sieben Jahre alt war. Friedrichs Mutter war Lehrerin in einer Sonderschule, sein leiblicher Vater Außenhändler. Sein Stiefvater war Architekt und arbeitete als Abteilungsleiter in der Bauakademie. Nach einer Schlosserausbildung in Niederschöneweide begann Friedrich ein Germanistik- und Informatikstudium an der Universität Potsdam, das er nicht abschloss. Er arbeitete als Werkstudent bei Siemens. Als IT-Unternehmer war er Mitgründer der SPM Technologies GmbH, die 2004 von der Dresdener SAP-SI, nach 2006 Teil des Software-Konzern SAP, aufgekauft wurde. Er war anschließend noch bis 2006 für die SAP-SI und SAP in leitender Position tätig. Im September 2022 wurde Friedrich Prokurist der N26 Bank GmbH, hielt die Position aber nur für eine kurze Zeit. 2019 kauften seine Frau und er die Berliner Zeitung. Seit Mai 2025 ist er auch Verleger einer Neuausgabe der Weltbühne, als Herausgeber fungieren Thomas Fasbender und Behzad Karim Khani.
Friedrich ist mit Silke Friedrich (* 1972 in Sachsen-Anhalt) verheiratet. Das Ehepaar hat drei Kinder. Friedrich ist Vereinsmitglied bei Union Berlin.

## Core SE
Nach einer Tätigkeit als Berater für McKinsey und als Vorstand der Software AG war Friedrich 2009 an der Gründung der IT-Beratungsfirma für Technologiethemen Core SE beteiligt, mit der er auch an der Log-In-Plattform Verimi beteiligt war. Er ist außerdem mit seiner Frau an der internationalen Schule Berlin Metropolitan School beteiligt und war Eigentümer des E-Werks. Die Geschäftsaktivitäten bündelt Friedrich in der Holding CCG-Commercial Coordination Germany GmbH, deren Beteiligungsfelder Technologie, Bildung, Veranstaltungen und seit November 2019 Medien sind.
Die Core SE residiert unter anderem in der Villa Schwabacher am Sandwerder in Berlin-Wannsee, in der Werke der Core Art Collection von Karl-Heinz Adler, Norbert Bisky, Ruprecht von Kaufmann, Karl Lagerfeld, Jonathan Meese, David Schnell und Heidi Specker aushängen.

## Kauf der Berliner Zeitung und Stasi-Affäre 2019
Im September 2019 kauften Holger und Silke Friedrich überraschend als Branchenfremde die Berliner Zeitung als Teil des Berliner Verlags vom DuMont Verlag, nach eigenem Bekunden aus „zivilgesellschaftlichem Engagement in bewegten Zeiten“. Gegenüber dem RBB erläuterte Holger Friedrich im Interview, der Kauf sei, wie die taz getitelt habe, sowohl aus Profitinteressen als auch aus Idealismus erfolgt und sei zudem „Zonengabis Rache“. Der Tagesspiegel spekulierte, der Verkaufserlös für DuMont der einstigen SED-Zeitung sei möglicherweise sehr niedrig gewesen, wenn „nicht sogar ein negativer Kaufpreis für den defizitär arbeitenden Hauptstadtverlag vereinbart wurde“. Gegenüber Alexander Osang kommentierte Friedrich im Spiegel, er habe „sechs Millionen, vielleicht sieben“ investiert. Zum Verlegerwechsel veröffentlichten die beiden Käufer Friedrich in ihrem Blatt einen medial kritisch rezipierten Essay (Was wir wollen), an dem der ehemalige Chefredakteur der Berliner Zeitung Uwe Vorkötter und einzelne Kritiker Parallelen zu AfD- und Pegida-Rhetorik beanstandeten. In dem „Manifest“ zeigte das Ehepaar Friedrich unter anderem Verständnis für Wladimir Putins Politik und formulierte vehemente EU-Skepsis. Zudem forderte Friedrich Dankbarkeit gegenüber Egon Krenz, „weil er damals, als die Mauer fiel, nicht habe schießen lassen“.

### Nutzungspläne von „BerlinOnline“
In der NZZ erklärte Friedrich, zentraler „Hebel“ und der „eigentliche Schatz unseres Deals“ sei das zum Berliner Verlag gehörende Stadtportal BerlinOnline, eine zentrale Plattform, die für jede Dienstleistung in der Berliner Verwaltung als eine Art digitales Bürgeramt genutzt werden könne. Daraufhin wiesen die Berliner Staatssekretärin Sabine Smentek und die zuständige Berliner Senatskanzlei Friedrichs Pläne zurück und teilten mit, sie seien „weit davon entfernt, einem privaten Unternehmen tiefere Einblicke in die sensiblen Daten der Berlinerinnen und Berliner zu gewähren.“ Der Regierende Bürgermeister Berlins, Michael Müller, ergänzte, „[i]rgendeine Form von Datenweitergabe war nie unser Ansatz“, man wolle künftig „direkte Eingriffs- und Zugriffsmöglichkeiten“ wahrnehmen und habe daher den 1998 zwischen Senat und BerlinOnline für das Stadtportal „berlin.de“ geschlossenen Vertrag zu Dezember 2021 gekündigt. Laut Christian Gaebler plane die Stadt Berlin zukünftig die „vollständige Kommunalisierung“ des Portals.

### Tätigkeit als Inoffizieller Mitarbeiter der Staatssicherheit

#### IM „Peter Bernstein“
Im November 2019 hat die Welt am Sonntag Friedrichs Tätigkeit als Inoffizieller Mitarbeiter (IM) von Dezember 1987 bis Februar 1989 während seines Wehrdienstes offengelegt. Friedrich, der seit 1986 SED-Mitglied war, bestätigte die Vorwürfe im eigenen Blatt: Er habe nach versuchter Republikflucht und damit Fahnenflucht während seines dreijährigen Wehrdienstes in der NVA das Angebot der Stasi zur „Wiedergutmachung“ angenommen und nach einer Verpflichtungserklärung einige Berichte über sein Umfeld – laut Recherchen der Welt am Sonntag insbesondere über konfessionell gebundene und in der Kirchenarbeit engagierte NVA-Angehörige – geschrieben. In einem Fall habe Friedrich nach eigenen Angaben mit dem Opfer die Berichterstattung inhaltlich verabredet, um nur Harmloses weiterzugeben. Es liegen zwölf Berichte vor, in denen er unter dem Decknamen „Peter Bernstein“ Informationen über 20 identifizierte Personen gibt.

#### Rezeption
Robert Ide kritisierte im Tagesspiegel, durch Friedrichs Verhalten drohe die Berliner Zeitung in ein Glaubwürdigkeitsproblem zu geraten. Zeit Online, der Deutschlandfunk wie auch Der Spiegel monierten, Friedrich habe die Chance, „mit seiner Vergangenheit offen umzugehen“, verpasst, als er Krenz im Essay gedankt hatte und im späteren dpa-Interview seine Rolle als Armeesoldat nicht weiter erläuterte, zumal er seine IM-Tätigkeit erst nach Bekanntwerden durch die Recherchen der Welt am Sonntag bekanntmachte. Auch Uwe Vorkötter äußerte, Friedrich habe sich als Verleger disqualifiziert. Julian Reichelt verspottete das Ehepaar Friedrich in einem Tweet: „Dreißig Jahre nach dem Mauerfall ist die @berlinerzeitung wieder in Stasi-Hand.“ Gegenüber der FAS erwiderte Friedrich, man würde „nicht hier sitzen“, wenn man seine Stasi-Tätigkeit vor dem Kauf bekanntgemacht hätte: „[W]ir glauben, dass damit eine Chance vertan wäre. Insofern diskutieren wir dieses Thema zu einem Zeitpunkt, an dem wir uns der Redaktion gegenüber schon als neue Eigentümer bewiesen haben.“ Uwe Müller, der zusammen mit Christian Meier die IM-Tätigkeit für die Welt recherchiert hatte, kritisierte gegenüber Zapp, Friedrich habe mit der schriftlichen Beantwortung der Fragen der Welt-Redaktion in der eigenen Zeitung „seine Redaktion zur Geisel seiner eigenen Geschichte“ gemacht. In der Zeit resümierte Jana Hensel, Friedrich habe durch das Verschweigen seiner Stasi-Tätigkeit „Vertrauen in der Redaktion und weit darüber hinaus zerstört.“

#### Birthler-Kowalczuk-Untersuchungsbericht
In einer Stellungnahme vom 15. November 2019 erklärte die Chefredaktion ihre Unabhängigkeit zu den Recherchen um Friedrichs Stasi-Tätigkeiten und betonte die Absicht, sich „sachlich und angemessen mit der Situation“ auseinanderzusetzen und weiterhin einen „Beitrag zur Aufarbeitung der DDR-Geschichte“ zu leisten. Fortan würden Marianne Birthler und Ilko-Sascha Kowalczuk das fünfköpfige Reporterteam zur Aufarbeitung der Angelegenheit beraten, zudem plane man die Gründung eines Redaktionsbeirats und die Einführung neuer Redaktionsstatuten. Eine Auswahl wichtiger Dokumente aus der Stasi-Akte Friedrichs stellte der Historiker Hubertus Knabe Ende November online. Mitte Dezember 2019 vermerkten Birthler und Kowalczuk in ihrem Bericht zu den ihnen vom BStU zur Verfügung gestellten Stasi-Akten, dass diese auch „subjektive Einschätzungen und Eigenwilligkeiten in der Aktenführung“ enthalten. So solle niemand „davon ausgehen, in den Akten die reine Wahrheit zu finden“, obwohl in den Akten auch nicht gelogen würde. Sie fanden im Fall Friedrich Unstimmigkeiten zwischen der Einschätzung des Führungsoffiziers und den dokumentierten Informationen. In einem Fall habe Friedrichs Bericht zu einer strafrechtlichen Belehrung eines anderen geführt. Weitere Folgen für andere Personen halten Birthler und Kowalczuk für unwahrscheinlich. Genaueres ließe sich jedoch nur ermitteln, wenn die Akten von Dritten einsehbar wären. Birthler und Kowalczuk plädierten für eine Offenlegung aller Akten und wiesen darauf hin, dass sie darauf verzichten, den sich „aus den Unterlagen ergebenden Befund politisch oder moralisch zu bewerten und ihm damit quasi ein Etikett zu verpassen.“
Matthias Dell lobte den Untersuchungsbericht im Deutschlandfunk für seine distanziert-nüchterne und differenzierte Betrachtungsweise und erläuterte, der Bericht bestätige Friedrichs eigene Aussagen größtenteils. Die taz sieht im Bericht „keine Verdammung des Neuverlegers, aber eben auch keine Absolution.“ Die Welt-Redakteure Meier und Müller, die ursprünglich die Recherche angestoßen hatten, interpretierten den Birthler-Kowalczuk-Bericht als „letztlich vorwiegend entlastend oder zumindest wohlwollend für Holger Friedrich“ und stimmten der Forderung nach einer Veröffentlichung aller Akten zu, um dem „Publikum [zu] erlauben, sich selbst ein Bild zu machen.“

### Interessenkonflikt „Centogene“
Im November wurde zudem kritisiert, dass die Berliner Zeitung einen auffallend lobenden Artikel über ein ostdeutsches Biotech-Unternehmen, die Centogene AG, veröffentlicht hatte, an dem Verleger Holger Friedrich als Aktionär beteiligt ist und in dessen Aufsichtsrat er sitzt. Laut Spiegel soll ihm das Unternehmen 2018 die Tätigkeit als Aufsichtsratsmitglied mit 23.000 Euro vergütet haben. Durch seinen Anwalt Christian Schertz habe Friedrich auf Anfrage ausrichten lassen, er sehe „gegenwärtig keine Veranlassung, sich zu geschäftlichen Interna zu äußern“. Seinen Centogene-Aufsichtsratsposten lasse Friedrich jedoch ruhen, „bis die vollständigen Unterlagen der Stasi-Unterlagenbehörde vorliegen und von Experten ausgewertet wurden“. Wegen des Interessenkonflikts sprach der Presserat gegenüber der Berliner Zeitung eine Rüge aus. Nach weiteren Recherchen erhoben das Manager Magazin und der Spiegel weitere Vorwürfe zu Interessenkonflikten: Friedrich habe einem positiven Artikel über bargeldloses Zahlen – ein Feld, in dem er unternehmerisch aktiv sei – den Anstoß gegeben und seine Frau Silke, Leiterin der Metropolitan School, habe ein Interview über die Vorzüge von Privatschulen mit dem ehemaligen Berliner Schulstaatssekretär Mark Rackles und einem Bildungsforscher geführt. Hierbei entstehe der Eindruck, das Ehepaar nutze die „Zeitung als Plattform für die eigenen Geschäftsinteressen“. Herausgeber Michael Maier versicherte, zukünftig als Brandmauer zwischen Verlag und Redaktion zu fungieren: „Einem Jungverleger muss man zugestehen, dass man sagt: Du kannst hier eben nicht einfach PR-Artikel platzieren oder ein Gefälligkeitsding.“ Gegenüber Jana Hensel beteuerte Friedrich im Dezember 2019, „er habe nicht bedacht, welche Wirkung das [seine Position bei Centogene] haben könne. Er besteht darauf, nicht in die redaktionelle Freiheit der Berliner Zeitung eingreifen zu wollen.“ Infolge eines Berichts der Zeit im November 2020 – demnach Friedrich „die Trennung zwischen Verlag und Redaktion [weiterhin] mit Füßen“ trete – kommentierte Hendrik Zörner für den Deutschen Journalisten-Verband, Friedrich solle seine offenbare Mitwirkung an der Redaktionsarbeit beenden.

## Kontroversen

### Position zum russischen Überfall auf die Ukraine 2022
Im Februar 2023 war Friedrich Erstunterzeichner der von Sahra Wagenknecht und Alice Schwarzer initiierten, kontrovers diskutierten Petition Manifest für Frieden, die zum Ende der Waffenlieferungen an die Ukraine im Zuge des russischen Überfalls auf die Ukraine und zu Verhandlungen aufruft.
In einer von der Emma dokumentierten Antwort auf eine diesbezügliche Medienanfrage des ARD-Magazins Fakt wehrte er die Kritik einer „Parteinahme mit der AfD, rechten, rechtspopulistischen oder gar rechtsextremen Personen, Organisationen oder Medien“ sowie mit „jedem imperialistischen Aggressor“ ab. Er sei von Alice Schwarzer gefragt worden, das Manifest zu unterschreiben, und schätze diese „als äußerst kluge, unabhängige Frau, die zudem eine der wenigen wirtschaftlich erfolgreichen Verlegerinnen in Deutschland ist“. Nebenbei äußerte er in diesem Schreiben Kritik an seinem Wikipedia-Artikel, in dem „eine Vielzahl von Informationen falsch“ seien. „Ich lasse sie nicht korrigieren, da dies die mangelnden Qualitätsstandards dokumentiert und sicherlich eine notwendige Diskussion hilft zu stimulieren, wie weit Aktivismus an Propaganda und somit an gezielte Falschinformation heranreicht.“ Im Mai 2023 wurde er für seinen Besuch bei einem Empfang zum Tag des Sieges am 9. Mai in der russischen Botschaft kritisiert, an dem auch Egon Krenz und Tino Chrupalla (AfD) teilgenommen hatten.

### Weitergabe von Informationen an den Springer-Verlag
Im April 2023 erhielt Friedrich nach eigenen Angaben von Julian Reichelt interne Informationen über dessen frühere Arbeit beim Axel Springer-Verlag. Diese Informationen wurden, laut Friedrich, nach Entscheidung der Chefredaktion der Berliner Zeitung nicht journalistisch genutzt, das Material vernichtet. Über den Vorgang informierte Friedrich den Axel Springer-Chef Mathias Döpfner persönlich.
Dieses Verhalten wurde kontrovers diskutiert. Tomasz Kurianowicz, Chefredakteur der Berliner Zeitung, veröffentlichte einen Artikel, in dem er die Entscheidung als unternehmerische, nicht als journalistische bezeichnete. Die Redaktion biete Quellenschutz, unabhängig davon, wer die Quelle sei. Der Presserat rügte Friedrich wegen Verstößen gegen den Pressekodex.
Das Landgericht Berlin stellte hingegen keinen Verstoß fest. Es unterschied dabei zwischen dem aus Artikel 5 Grundgesetz abgleitenden Presserecht, Informanten geheim zu halten, und einer möglichen, aber nicht zwingenden Pflicht, dies zu tun. Eine im Pressekodex vorgesehene Geheimhaltungspflicht sei rechtlich unverbindlich. Im vorliegenden Fall wäre zwischen Reichelt und Friedrich keine Vereinbarung getroffen worden, in der Reichelt eine Geheimhaltung seiner Person als Informant zugesichert wurde. Er hätte vielmehr mit der Offenlegung seiner Aussagen rechnen müssen. Es sei von Friedrichs Meinungsfreiheit gedeckt, mit anderen über Reichelts Kontaktaufnahme zu reden.